# Callionia pumila
Callionia pumila là loài thực vật có hoa trong họ Hoa hồng. Loài này được (Poir.) Greene mô tả khoa học đầu tiên năm 1906.